# 小行星4679
小行星4679（英語：4679 Sybil）是一颗围绕太阳公转的小行星。1990年10月9日，罗伯特·H·麦克诺特在赛丁泉山发现了此天体。
这颗小行星的绝对星等为260.27447等。